# 프리휠

프리휠 기계구조- 시계방향: 자유, 반시계방향: 걸림

라쳇 프리휠 기계 구조(밴 안덴 1869년)

프리휠(영어: freewheel)은 기계공학이나 자동차 공학에서 쓰는 용어로, 피동축이 구동축보다 더 빨리 돌때 동력을 끊는 일을 하는 변속장치의 일종이다. 
자전거가 내리막을 달릴 때처럼 바퀴 회전 속도가 빨라도 자전거 운전자가 발판을 밟지 않아도 되게 한다. 고정기어 자전거에는 프리휠이 없으므로, 뒷 바퀴가 돌면 발판도 따라 돌려야 한다.

## 구조
단순한 프리휠 기구는 용수철이 달린 원판으로, 라쳇이라 부르는 서로 마주보는 톱니 2개로 되어있다. 일단 한 쪽 방향으로 돌면 톱니가 원판과 물려 구동축과 같은 속도로 따라 돌다가, 구동축이 회전을 멈출때에는 동력을 끊어 주어 미끄러지게 한다.

## 역사
첫 프리휠이 쓰인 자전거는 1869년 3월 23일 뉴욕 파우킵시의 윌리엄 밴 안덴이 “개선된 빌라서피드”로 특허를 받았다.patent 88,238